# Glen or Glenda
Glen or Glenda är en amerikansk film från 1953 i regi av Ed Wood och George Weiss. I rollerna ses bland annat Ed Wood själv i huvudrollen, Dolores Fuller och Bela Lugosi.

## Om filmen
1952 väckte Christine Jorgensen stor uppmärksamhet genom att ha genomgått ett könsbyte. Den amerikanske filmproducenten George Weiss ville därför att det skulle göras en film om detta. Ed Wood var själv delvis transvestit och övertalade därför George Weiss om att få göra den här filmen eftersom han menade att han borde veta bättre än många andra filmregissörer eftersom han själv ibland klär sig i kvinnokläder. George Weiss lät sig övertalas men Ed Wood gjorde istället en film som handlade just om transvestiter istället för om Christine Jorgensen. Ed Wood själv spelar huvudrollen men den mest kända skådespelaren som finns med i filmen är Bela Lugosi.
I likhet med många andra av Ed Woods filmer, såsom Plan 9 from Outer Space, brukar Glen or Glenda betraktas som en utpräglad kalkonfilm. Den amerikanske filmkännaren Leonard Maltin menar att filmen mycket väl kan vara den sämsta film som någonsin gjorts.

## Roller
- Ed Wood - Glen / Glenda
- Timothy Farrell - Dr. Alton / berättare
- Dolores Fuller - Barbara
- Bela Lugosi - vetenskapsman
- 'Tommy' Haynes - Alan / Anne
- Lyle Talbot - Inspector Warren
- Charlie Crafts - Johnny
- Conrad Brooks - Bankman / Reporter / Pickup Artist / Skäggig transvestit